# أرماندو سا
أرماندو سا (بالبرتغالية: Armando Sá‏) هو لاعب كرة قدم موزمبيقي في مركز الدفاع، ولد في 16 سبتمبر 1975 في مابوتو في موزمبيق. شارك مع منتخب موزمبيق لكرة القدم. أما مع النوادي، فقد لعب مع إسبانيول وسبورتينغ براغا وليدز يونايتد ونادي براغانزا ونادي بنفيكا ونادي بيلينينسش ونادي ريو أفي ونادي سباهان أصفهان ونادي فولاد خوزستان ونادي فياريال.

## وصلات خارجية
- أرماندو سا على موقع قاعدة بيانات كرة القدم.إي يو (الإنجليزية)
- أرماندو سا على موقع ناشيونال فوتبول تيمز (الإنجليزية)
- أرماندو سا على موقع Soccerbase.com (لاعب) (الإنجليزية)